# Pea (Miszna)
Pea (hebr. פאה; pol. skraj) – nazwa drugiego traktatu porządku Zeraim. Porusza zagadnienia dotyczące pozostawiania biednym zboża na skraju pola lub owoców na drzewie na skraju sadu.

## Pochodzenie biblijne
Przepisy zawarte w tym traktacie mają źródło w następujących prawach Tory:
Księga Kapłańska 19, 9-10:

W czasie żniw nie będziecie żąć zboża aż do samego skraju pola i nie będziecie zbierać kłosów pozostałych po żniwach. Także gron ze swojej winnicy nie zrywajcie do końca, a tych, które upadły, nie zbierajcie. Pozostawcie je dla biednego i cudzoziemca. Ja jestem PANEM, waszym Bogiem!

Księga Kapłańska 23,22:

Gdy w czasie żniw będziecie żąć zboże na waszej ziemi, nie będziesz go żął aż do samego skraju pola i nie będziesz zbierał kłosów pozostałych po żniwach. Zostawisz je dla ubogiego i cudzoziemca. Ja jestem PANEM, waszym Bogiem!

Księga Powtórzonego Prawa 24,19-22:

Gdy w czasie żniw będziesz żął zboże na polu, a potem zapomnisz o jakimś snopie, to nie wrócisz, aby go zabrać. Niech zostanie dla cudzoziemca, sieroty i wdowy, aby ci błogosławił PAN, twój Bóg, w każdej twojej pracy. Gdy otrząśniesz swoje drzewo oliwne, nie przeszukuj jej potem drugi raz, lecz to, co pozostanie, niech będzie dla cudzoziemca, sieroty i wdowy. Gdy dokonasz zbioru w swojej winnicy, nie ponawiaj go, lecz to, co pozostanie, niech będzie dla cudzoziemca, sieroty i wdowy. Pamiętaj, że byłeś niewolnikiem w Egipcie. Dlatego nakazuję ci to czynić

## Struktura
Treść traktatu obraca się wokół następujących pojęć określających świadczenia na rzecz biednych:
- Pea: „skraj”. Chodzi o skraj pola lub ogrodu, z którego nie zbiera się plonu, a zostawia się biednym. (Księga Kapłańska 19,9).
- Leket: „pokłosie”. Pokłosiem nazywamy plony, które przypadkiem upadły na ziemię podczas zbiorów. Należało je zostawić biednym (Księga Kapłańska 19,9; 23,22).
- Omer haszichecha: „zapomniane snopy”. Podczas zbiorów robotnicy mogli przypadkiem pominąć jakieś kłosy zboża. Biedni mogli je wziąć. Czasami właściciel pola mógł zadeklarować część plonów jako własność niczyją (Księga Powtórzonego Prawa 24,19-21)
- Olelet: „wadliwa kiść, kiść o nietypowym kształcie”. Miszna wyraźnie wskazywała, jak powinna wyglądać dojrzała kiść: miała mieć kształt odwróconego stożka. Wszystkie kiście, które odstawały od tego wzorca uznawano za olelet i przypadały biednym (Księga Kapłańska 19,10; Księga Powtórzonego Prawa 24,21).
- Peret: „pojedyncze opadłe winogrona”. Podczas zbiorów przez przypadek mogły upaść pojedyncze sztuki winogrona. Należało je zostawić dla biednych. Nie zaliczały się do tej kategorii winogrona, które podczas upadku całej kiści oddzieliły się od niej (Księga Kapłańska 19,10; Księga Powtórzonego Prawa 24,19).
- Maaser ani: „dziesięcina dla ubogich”. Była to zapomoga udzielana w trzecim i szóstym roku plonów (Księga Powtórzonego Prawa 14,28-29).

## Streszczenie
Traktat ten podzielony jest na osiem rozdziałów. Treść ich przedstawia się następująco:
- Rozdział pierwszy definiuje, jaka część plonu powinna być wyznaczona jako pea, z jakiej części pola ma pochodzić oraz jakie rośliny zaliczają się do pea.
- Rozdział drugi skupia się na określeniu czym jest pole, z którego rolnik powinien wyznaczać pea. Granice pola wyznaczają przeszkody uniemożliwiające zbiór z dużego obszaru ziemi.
- Rozdział trzeci kontynuuje rozważania drugiego rozdziału. Wprowadza kolejną zasadę wyznaczającą granicę pola - działania właściciela ziemi.
- Rozdział czwarty podaje zasady regulujące dystrybucję pea. Następnie przechodzi do omówienia kwestii dotyczących pokłosia
- Rozdział piąty rozważa następujący problem: jak traktować zebrane plony, które wymieszają się z pokłosiem, na przykład gdy sterta zboża leży na pokłosiu. Czy należą do właściciela, czy już do biednych? Następnie analizuje co można nazwać zapomnianym snopem.
- Rozdział szósty koncentruje się na roli intencji ludzkich określających, co można nazwać zapomnianym snopem.
- Rozdział siódmy definiuje zasady wydzielania świadczeń dla ubogich z drzew oliwnych oraz winorośli. Traktuje również o tym, co można w odniesieniu do drzew oliwnych i winorośli nazwać zapomnianym snopem.
- Rozdział ósmy rozważa jak należy traktować produkty nigdy nie zebrane przez ubogich oraz gdy chcą je później sprzedać. Wprowadza pojęcie dziesięciny dla ubogich oraz definiuje dwa rodzaje jałmużny: tamchuj (dystrybucja żywności) oraz kupa (fundusz społeczny). Na koniec przeprowadza analizę pojęcia „biedny”.